# Freeway (jogo eletrônico)
Em Freeway , o jogador controlava uma galinha que deveria atravessar uma rodovia cheia de automóveis e de caminhões, com mais de seis pistas. Um jogo simples lançado para o Atari 2600 em 1981.

## História
O jogo teve o nome de Bloody Human Freeway na sua fase de protótipo, nesta versão quando o jogador era atingido, seu sprite se tornava uma grande poça vermelha, mas como video-game era considerado um nicho juvenil, o jogo foi adaptado para esconder a violência. 
De acordo com David Crane, ele teve a ideia para a Freeway ao observar um homem tentando cruzar a Lake Shore Drive durante o tráfego da hora do rush, enquanto participava do Consumer Electronic Show de Chicago. 
Freeway teve alguns cópias não oficiais em vários países, no Brasil teve um clone chamado BR-101. 